# Однополые браки в Армении
Однополые браки в Армении официально не признаются, а любые другие формы семейных союзов (в том числе фактический брак) ни для однополых, ни для разнополых пар действующим законодательством не предусмотрены.
Подавляющее большинство населения и общественных лидеров Армении выступают против признания браков между лицами одного пола. При этом данная тема часто используется политиками для спекуляций. Данный вопрос поднимался в том числе в ходе конституционных реформ в Армении.

## Конституция и её реформирование
В действовавшей в первые годы независимости Армении конституции Армянской ССР 1978 года по образцу Конституции СССР 1977 года в статье 51 говорилось: «Брак основывается на добровольном согласии женщины и мужчины».
В Конституции Армении, принятой на референдуме в 1995 году, статья 32 гласила: «Женщины и мужчины при вступлении в брак, в ходе супружеской жизни и при разводе пользуются равными правами».
В ходе обсуждения проекта нового основного закона при подготовке референдума 2005 года была озвучена тема возможного узаконивания брака между лицами одного пола. В итоге статья 35 принятой Конституции гласила: «Семья является естественной и основной ячейкой общества. Женщина и мужчина, достигшие брачного возраста, при своём свободном волеизъявлении имеют право на вступление в брак и создание семьи. При вступлении в брак, в супружеской жизни и при расторжении брака они пользуются равными правами».
Перед референдумом 2015 года как правящая Республиканская партия Армении, так и представители оппозиции активно выступали против узаконивания прав однополых семей. При этом авторы проекта новой конституции утверждали, что целью правок в статью о браке является запрет однополых браков, а их критики опасались, что такие изменения их легализуют. В итоге принятая Конституция гласит:

Статья 16. Защита семьи

Семья как естественная и базовая ячейка общества, основа сохранения и воспроизводства населения, а также материнство и детство находятся под особой защитой и покровительством государства.

Статья 35. Свобода вступления в брак
 1. Женщина и мужчина, достигшие брачного возраста, имеют право на вступление в брак и создание семьи при обоюдном свободном изъявлении своей воли. Брачный возраст, порядок вступления в брак и расторжения брака устанавливаются законом.
 2. При вступлении в брак, в браке, при расторжении брака женщина и мужчина имеют равные права.
3. Свобода вступления в брак может быть ограничена только законом — в целях защиты здоровья и нравственности.
Большинство армянских политиков и некоторые правозащитники расценивают эти статьи как однозначное ограничение брака союзом мужчины и женщины и запрет однополых браков. С другой стороны, члены Венецианской комиссии при анализе проекта Конституции отмечали, что данные формулировки «не должны интерпретироваться как правовое препятствие для признания однополых браков». Некоторые армянские политики и ЛГБТ-активисты дают схожие оценки. Примечательно, что председатель Конституционного суда Армении Гагик Арутюнян в одном из интервью ушёл от ответа о законности однополых браков, а Министерство юстиции в лице руководителя Агентства гражданского реестра Аргама Степаняна на запрос активистов ответило, что хотя в законодательстве отсутствует запрет браков между лицами одного пола, однако власти могут регистрировать только те браки, которые прописаны в законе, а значит, не могут регистрировать однополые браки, которые в нём не упомянуты.

## Семейный кодекс
В первые годы независимости в Армении действовал «Кодекс о браке и семье Армянской ССР» 1970 года, написанный по образцу «Основ законодательства СССР и союзных республик о браке и семье» 1968 года, провозглашавший принцип «построения семейных отношений на добровольном брачном союзе женщины и мужчины». По мнению учёных-юристов, эта формулировка отражает традиционное рассмотрение брака в контексте союза мужчины и женщины.
Принятый в 2004 году Семейный кодекс Армении гласит:

Статья 1. Основные принципы семейного законодательства

3. Женщины и мужчины при вступлении в брак, в браке, при расторжении брака пользуются равными правами.

4. Правовое регулирование семейных отношений осуществляется в соответствии с принципами добровольности брачного союза мужчины и женщины…

Статья 10. Условия заключения брака

1. Для заключения брака необходимы взаимное добровольное согласие мужчины и женщины, вступающих в брак…

При этом законодательство Армении признаёт только официально зарегистрированный брак, тогда как фактический брак не имеет юридических последствий.
В 2017 году на совещании правительства министр юстиции Давид Арутюнян высказался о внесении поправок в Семейный кодекс, которые бы определили брак исключительно союзом мужчины и женщины. Предположение о законности однополых браков в Армении вызвало удивление премьер-министра Карена Карапетяна.
В 2018 году депутат от партии «Процветающая Армения» Тигран Уриханян предложил внести в Семейный кодекс поправки, запрещающие брак лиц одного пола. Однако его инициатива была отвергнута правительством, которое сослалось на то, что Конституция и Семейный кодекс уже не допускают подобного. Журналисты обвинили депутата в пиаре перед досрочными выборами.

## Признание заключённого за границей брака
Согласно Семейному кодексу Армении, браки, заключённые в других странах, признаются государством, однако, если нормы иностранного государства противоречат законам Армении, то применяется законодательство Армении. В результате признание иностранных однополых браков представляется правозащитникам невозможным.
3 июля 2017 года информационное агентство «PanARMENIAN.Net» опубликовало статью, в которой говорилось, что неназванный источник в министерстве юстиции Армении заявил о возможном признании в Армении заключённых за границей браков лиц одного пола. Эта новость была растиражирована некоторыми средствами массовой информации, однако её подтверждение не последовало. В 2019 году министр юстиции Рустам Бадасян заявил, что Армения не признаёт однополые браки.

## Общественное мнение и дискурс
Согласно исследованию «Pew Research Center», проведённому в 2015—2016 годах, общественная поддержка однополых браков в Армении находится на одном из самых низких уровней среди стран Европы: за их признание выступает лишь 3 % населения. При этом низкая поддержка отмечалась среди всех возрастных групп.
Армянская апостольская церковь, являющаяся доминирующей деноминацией в стране, выступает против признания браков между лицами одного пола. В 2006 году пара проживающих во Франции армян приехала на родину, где в Эчмиадзинском кафедральном соборе провела импровизированную свадьбу. Это вызвало сильный общественный резонанс, действия мужчин были осуждены представителями церкви. В 2017 году получила огласку история армянского священника из диаспоры США Вазкена Мовсесяна, который выступил в поддержку однополых браков и начал сотрудничество по этому вопросу с местной ЛГБТ-организацией. В итоге по требованию церковного руководства он отказался от такого сотрудничества.
Среди общественных лидеров Армении фактически существует консенсус относительно неприятия узаконивания однополых браков. Одним из немногих исключений был правозащитник Микаел Даниелян, открыто выступавший за признание браков лиц одного пола. За свою поддержку прав ЛГБТ-людей он подвергался обструкции со стороны некоторых коллег и политиков. Тема прав ЛГБТ-людей и однополых браков используется в Армении и для политических спекуляций. Это происходило как перед референдумом 2015 года, так и перед досрочными выборами 2018 года. При этом в 2018 году премьер-министр Никол Пашинян, реагируя на общественный скандал вокруг возможного проведения в Армении международной ЛГБТ-конференции, заявил, что он не знает ответа на проблемы прав ЛГБТ-людей, не хочет его искать и что эту задачу правительство начнёт решать только через десятки лет. Одновременно представитель партии «Дашнакцутюн» Арменуи Кюрегян обвинила партию премьера в возможном продвижении узаконивания однополых браков. Члены правительства назвали эти выпады «борьбой с ветряными мельницами». Наблюдатели отметили, что столь уклончивая позиция премьер-министра обусловлена его балансированием между крайне консервативным населением и либеральной элитой, которая привела его к власти в ходе революции.